# فيكتور رايس
فيكتور رايس (بالإنجليزية: Victor Rice)‏ هو منتج أسطوانات وملحن أمريكي، ولد في 17 أبريل 1967 في أويستر باي في الولايات المتحدة.

## وصلات خارجية
- فيكتور رايس على موقع ميوزك برينز (الإنجليزية)
- فيكتور رايس على موقع أول ميوزيك (الإنجليزية)
- فيكتور رايس على موقع ديسكوغز (الإنجليزية)